# Luiz Gustavo
Pour le footballeur né en 1972, voir Luiz Gustavo (football, 1972).
Luiz Gustavo Dias, plus connu sous le nom de Luiz Gustavo, né le 23 juillet 1987 à Pindamonhangaba au Brésil, est un footballeur international brésilien évoluant au poste de milieu défensif à São Paulo FC. Il peut également jouer au poste de défenseur central.

## Biographie

### Carrière en club

#### Corinthians Alaogano (2006-2007)
Luiz Gustavo commence sa carrière professionnelle aux Corinthians Alagoas, un petit club de la ville de Maceió, en Alagoas, évoluant en seconde division brésilienne.

#### Clube de Regatas Brasil (2006-2007)
En juin 2006, il est prêté pour un an au Clube de Regatas Brasil, là encore en seconde division brésilienne.

#### 1899 Hoffenheim (2007-janvier 2011)
Il débarque en Allemagne sans faire de bruit, à tout juste 20 ans, sous forme de prêt. Hoffenheim est alors en deuxième division allemande. Pour sa première saison en Europe, Luiz Gustavo et son nouveau club finissent à la deuxième place du championnat, ce qui leur permet d’accéder à la prestigieuse Bundesliga. En avril 2008, Hoffenheim lui propose de signer un contrat permanent jusqu'en 2011. Luiz Gustavo commence sa carrière allemande comme arrière gauche, mais il joue surtout au poste de milieu défensif avec Hoffenheim.
Pour sa première saison au plus haut échelon allemand sous les couleurs d'Hoffenheim, Luiz Gustavo fait, à l'image de son équipe, une grosse saison avec une 7e place au classement final 2008/2009. Le club du Bade-Wurtemberg fait même une première moitié de saison aussi surprenante qu'exceptionnelle pour un promu, terminant champion d'automne à mi-parcours, avant de dégringoler au classement par la suite.
Après une nouvelle belle saison en 2009/2010 où il confirme les espoirs placés en lui, Luiz Gustavo ne cesse de monter en puissance et ses performances attirent l'intérêt des plus grands clubs du pays. Il quitte finalement Hoffenheim lors du mercato hivernal de l'exercice 2010/2011, après trois ans et demi passés au club.

#### FC Bayern Munich (janvier 2011-2013)
Le 1er janvier 2011, il est recruté par le Bayern Munich, pour une somme avoisinant les 15 millions d'euros, et  un contrat jusqu'en 2015. Il remplace Mark van Bommel, en conflit ouvert avec Louis van Gaal, parti rejoindre le Milan AC. Polyvalent, Luiz Gustavo évolue à plusieurs postes avec le club bavarois : milieu défensif, mais aussi défenseur central voire arrière gauche.
Au terme de sa première moitié de saison avec le Bayern, Luiz Gustavo joue 14 matchs de championnat et les deux premières rencontres de Ligue des champions de sa carrière, en huitième de finale de la C1 contre l'Inter Milan, mais le Bayern est éliminé par le club italien. Son nouveau club termine troisième en championnat, mais va jusqu'en finale de la Coupe d'Allemagne. Titulaire pour cette rencontre face au Borussia Dortmund, le Brésilien sombre complètement à l'image de son équipe, largement battue 5-2, et sort à la mi-temps, remplacé par Thomas Müller.
L'année suivante, pour sa première saison pleine sous le maillot du Bayern, il connait par ailleurs sa première sélection en équipe nationale du Brésil, et son club va jusqu'en finale de la Ligue des champions. S'il prend part à 12 matchs de cette épopée européenne, Luiz Gustavo, blessé, n'est donc pas sur la feuille de match de cette finale, perdue aux tirs au but face à Chelsea (1-1). En ouverture de saison, il avait remporté son premier trophée avec le Bayern Munich en gagnant la Supercoupe d'Allemagne contre le Borussia Dortmund (victoire 2-1). En Bundesliga, il finit deuxième avec son club.
Lors de l'exercice 2012/2013, Luiz Gustavo n'est plus titulaire, et joue un peu moins. Il participe tout de même à 22 rencontres de Bundesliga et 10 de C1. Pour la seconde année consécutive, le Bayern joue la finale de la Ligue des champions, contre un autre club allemand, le Borussia Dortmund. Cette fois, les Bavarois l'emportent (victoire 2-1), et Luiz Gustavo, remplaçant au coup d'envoi, entre en toute fin de match à la place du Français Franck Ribéry. En plus de cette victoire en C1, Luiz Gustavo est également sacré champion d'Allemagne pour la première fois de sa carrière.

#### VfL Wolfsburg (2013-2017)
Le 16 août 2013, alors que la nouvelle saison vient de débuter, Luiz Gustavo est barré par une très forte concurrence au Bayern Munich. Il signe donc jusqu'en 2017 au VfL Wolfsburg, 11e du dernier championnat, pour un montant non précisé. Il fait ses débuts sous ses nouvelles couleurs dès le lendemain, démarrant par une victoire 4- 0 contre le FC Schalke 04 au Volkswagen Arena. Une semaine plus tard, il est expulsé pour deux cartons jaunes lors la défaite de son équipe 2-0 contre le 1. FSV Mayence 05. Il est à nouveau expulsé lors de son retour de suspension le 14 septembre lors d'une défaite 3-1 contre le Bayer Lerverkusen.

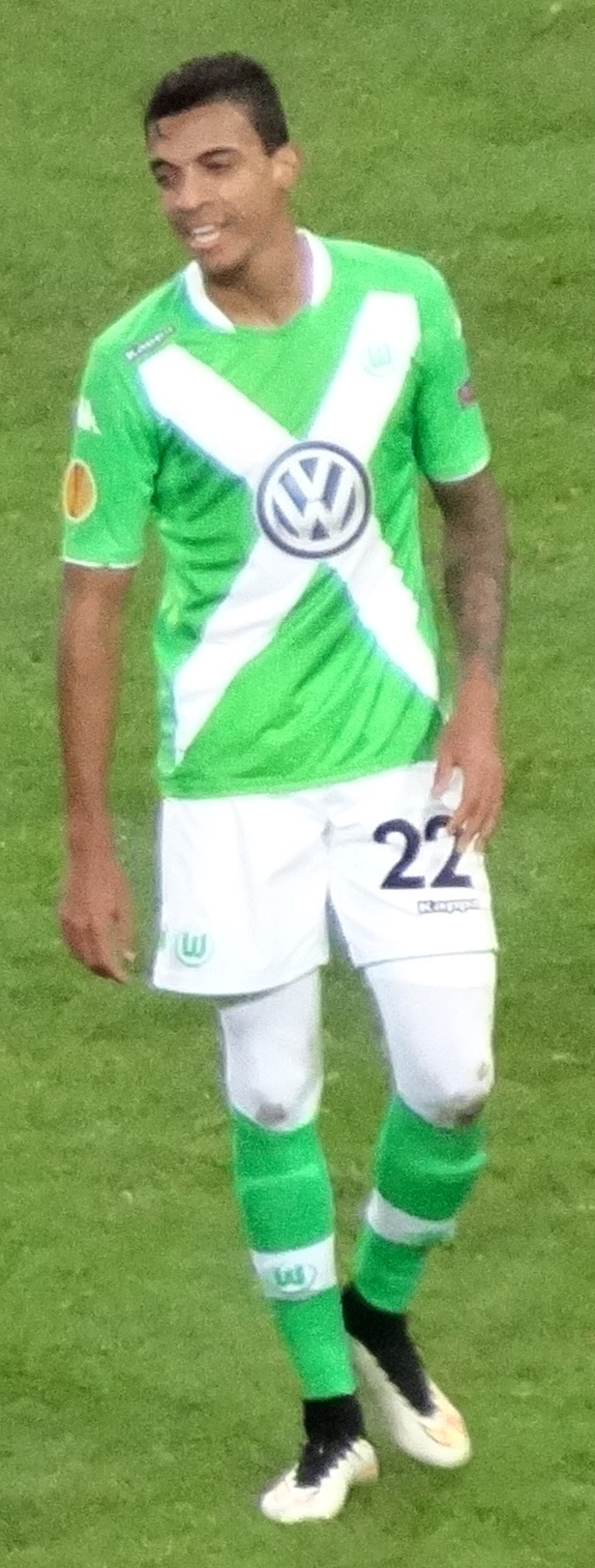
Luiz Gustavo avec Wolfsburg en 2014.

Durant sa première saison, il marque 4 buts en 29 matches et le VfL Wolfsburg termine à la cinquième place, se qualifiant ainsi directement pour la phase de groupe de la Ligue Europa 2014-2015.
Sa seconde saison avec Wolfsburg est une superbe année. Il remporte la Coupe d'Allemagne, et est un grand artisan de cette victoire. Il marque à quatre reprises en cinq matchs dans la compétition, dont un but en finale contre le Borussia Dortmund, sur une passe de son compatriote Naldo. Wolfsburg l'emporte 3-1 et Luiz Gustavo glane son premier titre avec ce qui est son troisième club allemand. En Bundesliga, son club termine à la seconde place du classement derrière le Bayern Munich. Il dispute cette saison-là 31 matches pour 2 buts, et, en Ligue Europa, dispute 11 matchs pour 1 but. Wolfsburg va jusqu'en quart de finale de la C3, éliminé par Naples.
Wolfsburg ouvre sa saison 2015-2016 par une seconde victoire en Supercoupe d'Allemagne pour Luiz Gustavo dans sa carrière. En effet, le vainqueur de la dernière Coupe d'Allemagne bat l'ancien club du Brésilien, à savoir le Bayern Munich, champion en titre, aux tirs au but à la suite d'un nul 1-1. Qualifié en Ligue des champions, Wolfsburg va jusqu'en quart de finale de l'épreuve, stoppé par le Real Madrid. Le club allemand avait pourtant remporté le match aller 2-0, mais se fera dépasser lors du retour à Madrid avec une défaite 0-3. Luiz Gustavo est titulaire lors de ces deux rencontres qu'il joue dans leur intégralité. Finalement, il prend part à sept matchs de C1 cette saison-là. Éloigné plusieurs semaines des terrains à cause d'une blessure, il ne joue que 22 rencontres de Bundesliga où Wolfsburg ne finit qu'à une modeste huitième place.
Sa quatrième saison à Wolfsburg est la plus mauvaise de sa carrière en Allemagne. En effet, il lutte jusqu'au bout du championnat pour ne pas être relégué, son club terminant à une très décevante 16e place, à seulement 5 points d'une descente en seconde division. Il reste néanmoins un des titulaires incontournables de l'effectif, avec 27 matchs au compteur.
Le 29 avril 2017, il est expulsé pour la huitième fois de sa carrière en Allemagne lors de la défaite 6-0 contre son ancien club le Bayern Munich. Il partage alors le record du nombre d'expulsions en Bundesliga avec Jens Nowotny. L'arbitre Felix Zwayer l'expulse pour un second carton jaune au bout de 78 minutes après une faute sur Renato Sanches.

#### Olympique de Marseille (2017-2019)
Le 4 juillet 2017, Luiz Gustavo quitte l'Allemagne après dix saisons. Il totalise 245 matchs de Bundesliga (+ 27 matchs de deuxième division) pour 15 buts inscrits, et 42 matchs de Coupes d'Europe (31 en C1, 11 en C3) pour 1 but marqué (en C3). Il signe alors un contrat de quatre ans en faveur de l'Olympique de Marseille. Le transfert est estimé à 8 millions d'euros pour un salaire net d'environ 350 000 euros par mois,.

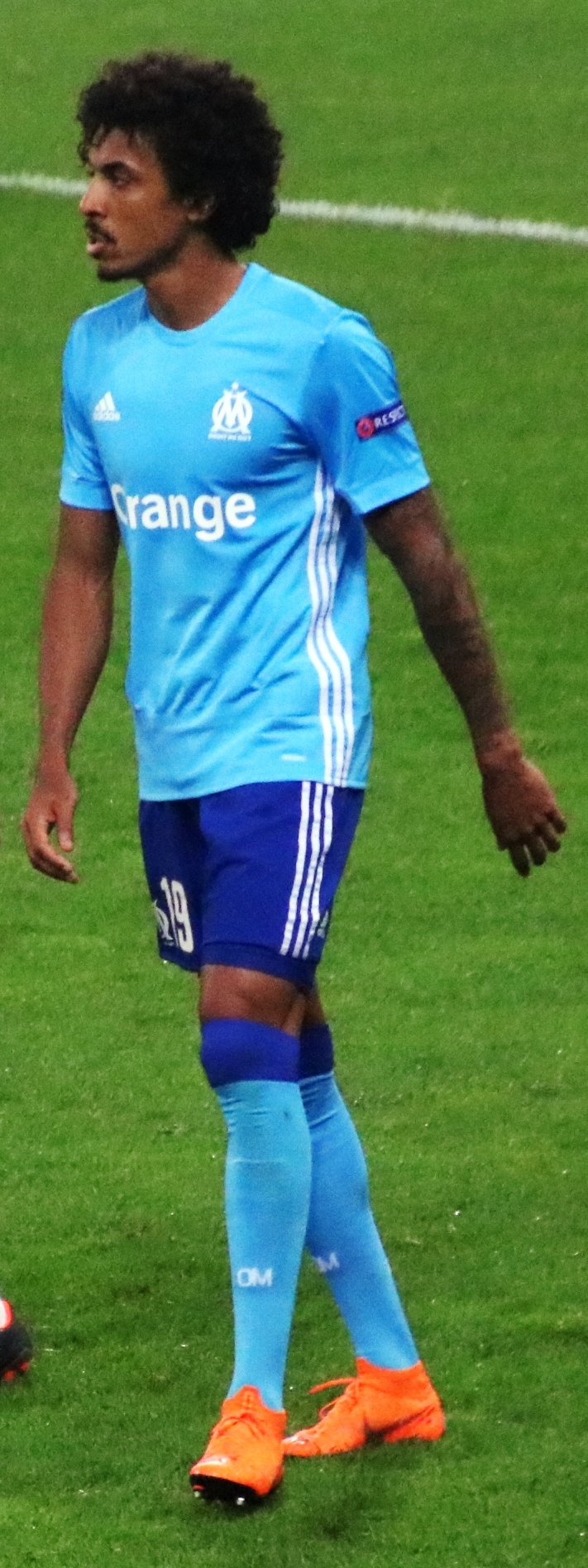
Luiz Gustavo avec l'Olympique de Marseille en 2018.

Il réussit dès ses débuts à s'imposer comme un titulaire important du onze type de Rudi Garcia. Le 1er octobre 2017, lors de la 8e journée de Ligue 1, il inscrit son premier but sous le maillot phocéen contre l’OGC Nice lors d'une victoire quatre buts à deux à l'Allianz Riviera. Lors de ce même match, il récolte son premier carton rouge depuis son arrivée à Marseille. Le 22 octobre lors du match entre l'OM et le Paris Saint-Germain (2-2), il marque un but d'une trentaine de mètres qui permet à son équipe d'ouvrir le score. À la fin de cette rencontre, il est sacré homme du match et se montre au fil des matchs comme le patron du milieu de terrain et le taulier de l'Olympique de Marseille. Il porte d'ailleurs le brassard de capitaine quelques semaines plus tard face au SM Caen (5-0), en l'absence de Dimitri Payet, match durant lequel il ouvrira le score, inscrivant ainsi son troisième but sous le maillot marseillais. Lors de la dernière rencontre de la phase aller, contre le ES Troyes (3-1), il marque de nouveau, portant à 5 son nombre de buts inscrits en 16 matchs joués. Il s'agit du meilleur total de sa carrière en championnat. Toutefois, il ne marque pas lors de la phase des matchs retours et termine sa première saison avec 34 matchs disputés, tous comme titulaire.
En fin de saison, devant faire face à de nombreuses absences, Rudi Garcia choisit de titulariser Luiz Gustavo en défense centrale. Le Brésilien débute à ce poste pour la première fois contre les Allemands du RB Leipzig en quart de finale aller de la Ligue Europa lors d'une défaite un but à zéro. Il s'y montre convaincant, et enchaîne ainsi plusieurs matchs en tant que défenseur central, notamment lors de la très bonne campagne européenne du club marseillais en C3 qui les voit aller jusqu'en finale. Le Brésilien y est une nouvelle fois aligné en défense centrale. L'OM s'incline contre l'Atletico de Madrid trois zéro. Au total, Luiz Gustavo participe à dix-sept rencontres de cette belle épopée européenne. En championnat, Marseille termine au pied du podium à un point du troisième, l'Olympique lyonnais. Signe que sa première saison à l'OM est réussie : lors des trophées UNFP, il fait partie de l'équipe-type de la saison de Ligue 1, aux côtés du gardien de l'Olympique de Marseille, Steve Mandanda. Il fait également partie de l'Équipe de la saison en Ligue Europa 2018.
Sa seconde saison est en revanche plus compliquée. En effet, en début de saison le Brésilien évolue au poste de défenseur central à cause des suspensions et blessures de ses coéquipiers. Ses prestations au poste de défenseur central sont énormément décevantes et même quand il est aligné au poste de milieu de terrain, il déçoit et les résultats de l'équipe sont mauvais. En seconde partie de saison, Luiz Gustavo reste régulièrement sur le banc en compagnie de Kevin Strootman, Dimitri Payet, ou encore Adil Rami. Les cadres de l'équipe payent les conséquences des mauvais résultats de l'équipe et restent sur le banc. Le 12 avril, il effectue son grand retour contre Nîmes au milieu de terrain au côté de Maxime Lopez. Il réalise une prestation de qualité et est même buteur lors de la victoire 2-1. Il marque encore lors de la victoire à Guingamp (3-1). Luiz est capitaine lors du choc contre l'Olympique lyonnais (Olympico). Il réalise une prestation solide malgré la lourde défaite de son équipe (3-0). Luiz Gustavo aura donc fait une saison à titre collectif décevante mais ses prestations restent malgré tout correctes par rapport à la saison collective de l'équipe.

#### Fenerbahçe SK (2019-2022)
Le 2 septembre 2019, Gustavo signe un contrat de quatre ans avec le club turc du Fenerbahçe SK. Le coût du transfert est estimé à 7 millions d'euros.
Gustavo est titulaire pour son premier match de Süperlig le 16 septembre contre l'Alanyaspor (défaite 3-1). Il marque son premier but le 26 octobre en récupérant le ballon dans les pieds de son adversaire avant de déclencher une frappe et contribue à un succès 5-1 face au Konyaspor.

#### Al Nassr (2022-2023)
Le 24 juillet 2022, Gustavo s'engage pour le club saoudien d'Al Nassr. Il retrouve Rudi Garcia, son entraîneur lorsqu'il jouait à l'Olympique de Marseille.
Il quitte le club à l'issue de la saison 2022-2023.

#### Sao Paulo FC (2024-)
Libre depuis la fin de son contrat avec Al-Nassr en juin 2023, l'ancien joueur de l'OM s'est engagé début janvier 2024 avec São Paulo FC pour une saison.

### Carrière internationale

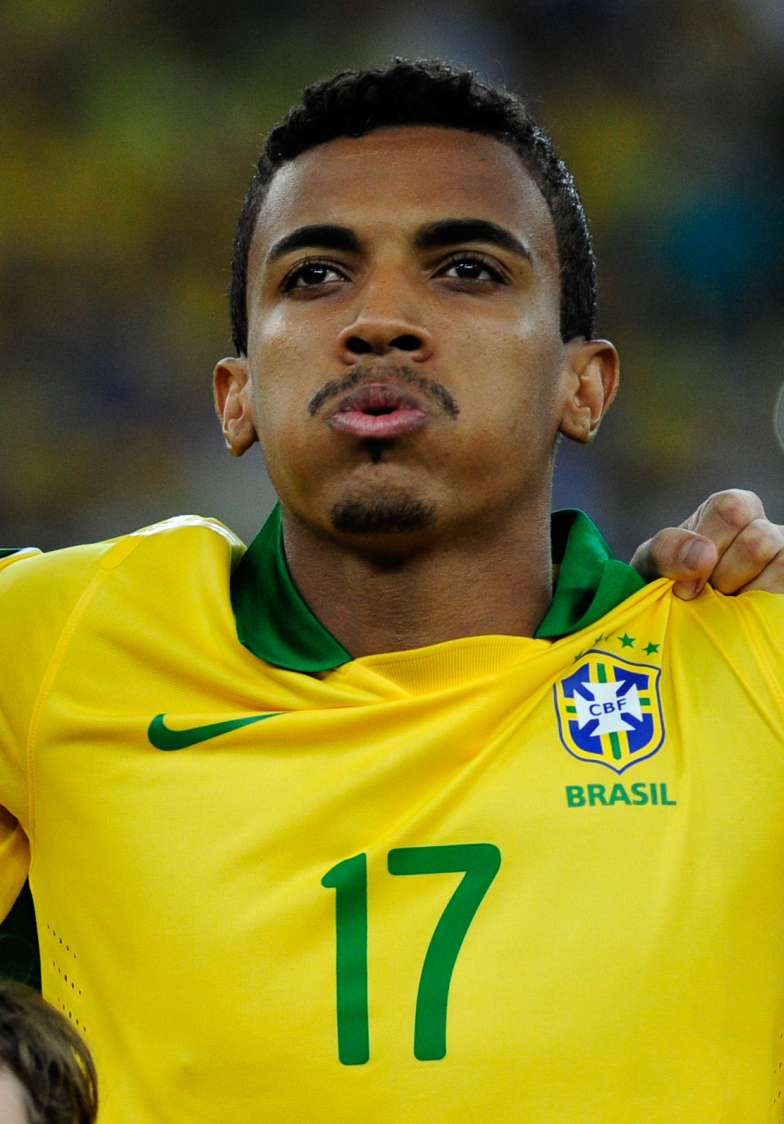
Luiz Gustavo avec le Brésil en 2013.

Le 10 août 2011, alors qu'il joue depuis six mois au Bayern Munich, il fête sa première sélection sous le maillot Auriverde à l'occasion du match amical Allemagne-Brésil, il entre sur le terrain à la 86e minute de jeu.
Il participe à la Coupe des confédérations 2013 avec l'équipe du Brésil. Le Brésil remporte cette compétition en battant l'Espagne en finale (3-0). Luiz Gustavo est titulaire lors de cette finale qu'il joue en intégralité. Durant ce tournoi, il dispute cinq matchs.
Il participe ensuite à la Coupe du monde 2014 organisée dans son pays natal. Titulaire au milieu de terrain durant toute l'épreuve, il joue six matchs lors de ce mondial. Le Brésil s'incline lourdement en demi-finale face à l'Allemagne (1-7) et se classe finalement quatrième du tournoi, à la suite d'une nouvelle défaite (0-3) face aux Pays-Bas lors du match pour la troisième place.
Luiz Gustavo inscrit deux buts en équipe du Brésil : le premier en amical contre l'Australie le 7 septembre 2013 (victoire 6-0), et le second le 26 mars 2015, en amical contre la France (victoire 1-3).

### Vie privée
Luiz Gustavo obtient la nationalité allemande en juin 2016, neuf ans après son arrivée au pays.

## Style de jeu
Gustavo possède une vision du jeu malgré son poste reculé qui lui permet de fournir des passes de qualité. Il évolue au poste de milieu défensif mais peut évoluer comme défenseur central.
Luiz Gustavo possède une qualité de frappe impressionnante et cela lui a déjà servi lors de buts sur coups francs directs, avec la sélection brésilienne notamment.
Sa faiblesse est son fort tempérament, qui lui vaut des cartons rouges souvent dus à l'indiscipline du joueur.

## Statistiques

### Statistiques détaillées
| Saison                | Club                       | Championnat           | Championnat | Championnat | Championnat | Coupe nationale | Coupe nationale | Coupe nationale | Coupe de la Ligue | Coupe de la Ligue | Coupe de la Ligue | Supercoupe | Supercoupe | Supercoupe | Compétition(s) continentale(s) | Compétition(s) continentale(s) | Compétition(s) continentale(s) | Compétition(s) continentale(s) | Autre compétitions | Autre compétitions | Autre compétitions | Brésil | Brésil | Brésil | Total | Total | Total |
| Saison                | Club                       | Division              | M.          | B.          | P.d.        | M.              | B.              | P.d.            | M.                | B.                | P.d.              | M.         | B.         | P.d.       | Comp.                          | M.                             | B.                             | P.d.                           | M.                 | B.                 | P.d.               | M.     | B.     | P.d.   | M.    | B.    | P.d.  |
| 2006                  | Corinthians Alogoano       | Série C               | 21          | 2           | 0           | -               | -               | -               | -                 | -                 | -                 | -          | -          | -          | -                              | -                              | -                              | -                              | -                  | -                  | -                  | -      | -      | -      | 21    | 2     | 0     |
| 2007                  | CR Brasil (prêt)           | Série B               | 14          | 1           | 0           | -               | -               | -               | -                 | -                 | -                 | -          | -          | -          | -                              | -                              | -                              | -                              | -                  | -                  | -                  | -      | -      | -      | 14    | 1     | 0     |
| 2007-2008             | TSG 1899 Hoffenheim (prêt) | 2.Bundesliga          | 27          | 0           | 2           | 3               | 0               | 0               | -                 | -                 | -                 | -          | -          | -          | -                              | -                              | -                              | -                              | -                  | -                  | -                  | -      | -      | -      | 30    | 0     | 2     |
| 2008-2009             | TSG 1899 Hoffenheim        | Bundesliga            | 28          | 0           | 1           | 1               | 0               | 0               | -                 | -                 | -                 | -          | -          | -          | -                              | -                              | -                              | -                              | -                  | -                  | -                  | -      | -      | -      | 29    | 0     | 1     |
| 2009-2010             | TSG 1899 Hoffenheim        | Bundesliga            | 27          | 0           | 1           | 3               | 0               | 0               | -                 | -                 | -                 | -          | -          | -          | -                              | -                              | -                              | -                              | -                  | -                  | -                  | -      | -      | -      | 30    | 0     | 1     |
| 2010-2011             | TSG 1899 Hoffenheim        | Bundesliga            | 17          | 2           | 3           | 3               | 0               | 0               | -                 | -                 | -                 | -          | -          | -          | -                              | -                              | -                              | -                              | -                  | -                  | -                  | -      | -      | -      | 20    | 2     | 3     |
| Sous-total            | Sous-total                 | Sous-total            | 99          | 2           | 7           | 10              | 0               | 0               | -                 | -                 | -                 | -          | -          | -          | -                              | -                              | -                              | -                              | -                  | -                  | -                  | -      | -      | -      | 109   | 2     | 7     |
| 2010-2011             | Bayern Munich              | Bundesliga            | 14          | 1           | 0           | 2               | 0               | 1               | -                 | -                 | -                 | -          | -          | -          | C1                             | 2                              | 0                              | 0                              | -                  | -                  | -                  | -      | -      | -      | 18    | 1     | 1     |
| 2011-2012             | Bayern Munich              | Bundesliga            | 28          | 1           | 1           | 6               | 0               | 1               | -                 | -                 | -                 | -          | -          | -          | C1                             | 12                             | 0                              | 0                              | -                  | -                  | -                  | 2      | 0      | 0      | 48    | 1     | 2     |
| 2012-2013             | Bayern Munich              | Bundesliga            | 22          | 4           | 1           | 3               | 0               | 0               | -                 | -                 | -                 | 1          | 0          | 0          | C1                             | 10                             | 0                              | 0                              | -                  | -                  | -                  | 8      | 0      | 0      | 44    | 4     | 1     |
| Sous-total            | Sous-total                 | Sous-total            | 64          | 6           | 2           | 11              | 0               | 2               | -                 | -                 | -                 | 1          | 0          | 0          | -                              | 24                             | 0                              | 0                              | -                  | -                  | -                  | 10     | 0      | 0      | 110   | 6     | 4     |
| 2013-2014             | VfL Wolfsburg              | Bundesliga            | 29          | 4           | 2           | 4               | 0               | 0               | -                 | -                 | -                 | -          | -          | -          | -                              | -                              | -                              | -                              | -                  | -                  | -                  | 15     | 1      | 1      | 48    | 5     | 3     |
| 2014-2015             | VfL Wolfsburg              | Bundesliga            | 31          | 2           | 0           | 5               | 4               | 0               | -                 | -                 | -                 | -          | -          | -          | C3                             | 11                             | 1                              | 0                              | -                  | -                  | -                  | 7      | 1      | 0      | 54    | 8     | 0     |
| 2015-2016             | VfL Wolfsburg              | Bundesliga            | 22          | 1           | 2           | 1               | 0               | 0               | -                 | -                 | -                 | -          | -          | -          | C1                             | 7                              | 0                              | 0                              | -                  | -                  | -                  | 9      | 0      | 1      | 39    | 1     | 3     |
| 2016-2017             | VfL Wolfsburg              | Bundesliga            | 27          | 0           | 0           | 3               | 0               | 0               | -                 | -                 | -                 | -          | -          | -          | -                              | -                              | -                              | -                              | 2                  | 0                  | 0                  | -      | -      | -      | 32    | 0     | 0     |
| Sous-total            | Sous-total                 | Sous-total            | 109         | 7           | 4           | 13              | 4               | 0               | -                 | -                 | -                 | -          | -          | -          | -                              | 18                             | 1                              | 0                              | 2                  | 0                  | 0                  | 31     | 2      | 2      | 173   | 14    | 6     |
| 2017-2018             | Olympique de Marseille     | Ligue 1               | 34          | 5           | 2           | 3               | 1               | 0               | 1                 | 0                 | 0                 | -          | -          | -          | C3                             | 19                             | 0                              | 0                              | -                  | -                  | -                  | -      | -      | -      | 57    | 6     | 2     |
| 2018-2019             | Olympique de Marseille     | Ligue 1               | 30          | 2           | 0           | 1               | 0               | 0               | 1                 | 1                 | 0                 | -          | -          | -          | C3                             | 6                              | 1                              | 0                              | -                  | -                  | -                  | -      | -      | -      | 38    | 4     | 0     |
| 2019-2020             | Olympique de Marseille     | Ligue 1               | 3           | 0           | 0           | -               | -               | -               | -                 | -                 | -                 | -          | -          | -          | -                              | -                              | -                              | -                              | -                  | -                  | -                  | -      | -      | -      | 3     | 0     | 0     |
| Sous-total            | Sous-total                 | Sous-total            | 67          | 7           | 2           | 4               | 1               | 0               | 2                 | 1                 | 0                 | -          | -          | -          | -                              | 25                             | 1                              | 0                              | -                  | -                  | -                  | -      | -      | -      | 98    | 10    | 2     |
| 2019-2020             | Fenerbahçe SK              | Süper Lig             | 28          | 3           | 1           | 4               | 0               | 0               | -                 | -                 | -                 | -          | -          | -          | -                              | -                              | -                              | -                              | -                  | -                  | -                  | -      | -      | -      | 32    | 3     | 1     |
| 2020-2021             | Fenerbahçe SK              | Süper Lig             | 34          | 1           | 1           | 3               | 0               | 0               | -                 | -                 | -                 | -          | -          | -          | -                              | -                              | -                              | -                              | -                  | -                  | -                  | -      | -      | -      | 37    | 1     | 1     |
| 2021-2022             | Fenerbahçe SK              | Süper Lig             | 22          | 1           | 0           | -               | -               | -               | -                 | -                 | -                 | -          | -          | -          | C3                             | 6                              | 0                              | 1                              | -                  | -                  | -                  | -      | -      | -      | 28    | 1     | 1     |
| Sous-total            | Sous-total                 | Sous-total            | 84          | 5           | 2           | 7               | 0               | 0               | -                 | -                 | -                 | -          | -          | -          | -                              | 6                              | 0                              | 1                              | -                  | -                  | -                  | -      | -      | -      | 97    | 5     | 3     |
| 2022-2023             | Al-Nassr FC                | Saudi Pro League      | 29          | 6           | 4           | 2               | 0               | 0               | -                 | -                 | -                 | 1          | 0          | 0          | -                              | -                              | -                              | -                              | -                  | -                  | -                  | -      | -      | -      | 32    | 6     | 4     |
| 2024                  | São Paulo FC               | Série A               | 28          | 2           | 1           | 6               | 1               | 0               | -                 | -                 | -                 | -          | -          | -          | C1                             | 6                              | 0                              | 0                              | 6                  | 2                  | 0                  | -      | -      | -      | 46    | 5     | 1     |
| 2025                  | São Paulo FC               | Série A               | 1           | 0           | 0           | -               | -               | -               | -                 | -                 | -                 | -          | -          | -          | C1                             | 1                              | 0                              | 0                              | -                  | -                  | -                  | -      | -      | -      | 2     | 0     | 0     |
| Sous-total            | Sous-total                 | Sous-total            | 29          | 2           | 1           | 6               | 1               | 0               | -                 | -                 | -                 | -          | -          | -          | -                              | 7                              | 0                              | 0                              | 6                  | 2                  | 0                  | -      | -      | -      | 48    | 5     | 1     |
| Total sur la carrière | Total sur la carrière      | Total sur la carrière | 516         | 38          | 24          | 53              | 6               | 2               | 2                 | 1                 | 0                 | 2          | 0          | 0          | -                              | 80                             | 2                              | 1                              | 8                  | 2                  | 0                  | 41     | 2      | 2      | 702   | 51    | 29    |

### Buts internationaux
| Buts internationaux de Luiz Gustavo | Buts internationaux de Luiz Gustavo | Buts internationaux de Luiz Gustavo               | Buts internationaux de Luiz Gustavo | Buts internationaux de Luiz Gustavo | Buts internationaux de Luiz Gustavo | Buts internationaux de Luiz Gustavo |
| 0                                   | Date                                | Lieu                                              | Adversaire                          | Score                               | Résultats                           | Compétitions                        |
| ----------------------------------- | ----------------------------------- | ------------------------------------------------- | ----------------------------------- | ----------------------------------- | ----------------------------------- | ----------------------------------- |
| 1                                   | 7 septembre 2013                    | Estádio Nacional Mané Garrincha, Brasilia, Brésil | Australie                           | 1-0                                 | 6-0                                 | Match amical                        |
| 2                                   | 26 mars 2015                        | Stade de France, Saint-Denis, France              | France                              | 1-3                                 | 1-3                                 | Match amical                        |

## Palmarès

### En club
Avec le Bayern Munich, Luiz Gustavo remporte la Ligue des champions en 2013 après avoir été suspendue lors de la finale perdue en 2012. Il est Champion d'Allemagne en 2013 et remporte la Supercoupe d'Allemagne en 2012. Il est également vice-champion d'Allemagne en 2012, finaliste de laCoupe d'Allemagne en 2012 et de la Supercoupe d'Allemagne en 2013.
Parti au VfL Wolfsburg, il remporte la Coupe d'Allemagne en 2015 et est vice-champion d'Allemagne la même année.
Avec l'Olympique de Marseille, il est finaliste de la Ligue Europa en 2018. Il est également vice-champion de France en 2020. Lors de son passage au Al-Nassr FC, il est vice-champion d'Arabie Saoudite en 2023.
Revenu terminer sa carrière au Brésil avec le São Paulo FC, il remporte la Supercoupe du Brésil en 2024.

### En sélection nationale
Avec la sélection brésilienne, il remporte la Coupe des confédérations en 2013 et est demi-finaliste de la Coupe du monde en 2014.

### Distinctions personnelles
Il est membre de l'équipe type de Bundesliga en 2015[réf. nécessaire], de l'équipe type de Ligue 1 en 2018 et du onze type de la saison 2017-2018, selon les notes de L'Équipe. Il est également membre de l'équipe type de Ligue Europa en 2018.